# Robert-Joseph de Mac-Carthy-Lévignac
Robert-Joseph de Mac-Carthy-Lévignac est un homme politique français né le 30 juin 1770 à Toulouse (Haute-Garonne) et mort le 11 juillet 1827 à Lyon (Rhône).

## Biographie
Militaire de carrière, il émigre en 1791 et sert dans l'armée des princes comme aide de camp du prince de Condé. Il ne rentre en France qu'en 1814 et est nommé maréchal de camp de cavalerie. Il est député de la Drôme de 1816 à 1820, siégeant à droite.

## Sources
- « Robert-Joseph de Mac-Carthy-Lévignac », dans Adolphe Robert et Gaston Cougny, Dictionnaire des parlementaires français, Edgar Bourloton, 1889-1891 [détail de l’édition]